# Ziarnojadki
Ziarnojadki (Sporophilinae) – monotypowa podrodzina ptaków z rodziny tanagrowatych (Thraupidae).

## Zasięg występowania
Podrodzina obejmuje gatunki występujące w Ameryce.

## Morfologia
Długość ciała 8,5–16,5 cm; masa ciała 6,3–29 g.

## Systematyka

### Etymologia
- Sporophila: gr. σπορος sporos „ziarno”, od σπειρω speirō „siać”; φιλος philos „miłośnik”[8].
- Oryzoborus: gr. ορυζα oruza „ryż”; -βορος -boros „-pożerający”, od βιβρωσκω bibrōskō „obżerać się”[9]. Gatunek typowy: Loxia torrida Scopoli, 1769[a].
- Dolospingus: gr. δολος dolos „przebiegły, zdrada” (por. δωλος dōlos „niewolnik”); σπιγγος spingos „zięba”, od σπιζω spizō „ćwierkać”[10]. Gatunek typowy: Dolospingus nuchalis Elliot, 1871 (= Oryzoborus (?) fringilloides von Pelzeln, 1870).

### Podział systematyczny
Do podrodziny należy jeden rodzaj Sporophila z następującymi gatunkami:

- Sporophila bouvronides (Lesson, 1831) – ziarnojadek łuskowany
- Sporophila lineola (Linnaeus, 1758) – ziarnojadek wąsaty
- Sporophila leucoptera (Vieillot, 1817) – ziarnojadek białobrzuchy
- Sporophila peruviana (Lesson, 1842) – ziarnojadek papugodzioby
- Sporophila telasco (Lesson, 1828) – ziarnojadek rudobrody
- Sporophila simplex (Taczanowski, 1874) – ziarnojadek Taczanowskiego
- Sporophila castaneiventris Cabanis, 1848 – ziarnojadek brązowobrzuchy
- Sporophila minuta (Linnaeus, 1758) – ziarnojadek rudobrzuchy
- Sporophila nigrorufa (d’Orbigny & Lafresnaye, 1838) – ziarnojadek czarnogrzbiety
- Sporophila bouvreuil (Statius Müller, 1776) – ziarnojadek cynamonowy
- Sporophila cinnamomea (Lafresnaye, 1839) – ziarnojadek kasztanowaty
- Sporophila melanogaster (von Pelzeln, 1870) – ziarnojadek czarnobrzuchy
- Sporophila hypochroma Todd, 1915 – ziarnojadek rdzaworzytny
- Sporophila pileata (P.L. Sclater, 1865) – ziarnojadek melodyjny
- Sporophila palustris (Barrows, 1883) – ziarnojadek bagienny
- Sporophila hypoxantha Cabanis, 1851 – ziarnojadek płowy
- Sporophila iberaensis Di Giacomo & Kopuchian, 2016 – ziarnojadek szarogłowy
- Sporophila ruficollis Cabanis, 1851 – ziarnojadek moczarowy
- Sporophila funerea (P.L. Sclater, 1860) – ziarnojadek samotny
- Sporophila angolensis (Linnaeus, 1766) – ziarnojadek kasztanowobrzuchy
- Sporophila nuttingi (Ridgway, 1884) – ziarnojadek czarny
- Sporophila maximiliani (Cabanis, 1851) – ziarnojadek wielkodzioby
- Sporophila crassirostris (J.F. Gmelin, 1789) – ziarnojadek grubodzioby
- Sporophila atrirostris (P.L. Sclater & Salvin, 1878) – ziarnojadek czarnodzioby
- Sporophila torqueola (Bonaparte, 1850) – ziarnojadek obrożny
- Sporophila corvina (P.L. Sclater, 1860) – ziarnojadek kruczy
- Sporophila intermedia Cabanis, 1851 – ziarnojadek ciemnonogi
- Sporophila americana (J.F. Gmelin, 1789) – ziarnojadek plamoskrzydły
- Sporophila morelleti (Bonaparte, 1850) – ziarnojadek czarnowstęgi
- Sporophila fringilloides (von Pelzeln, 1870) – ziarnojadek białorzytny
- Sporophila luctuosa (Lafresnaye, 1843) – ziarnojadek żałobny
- Sporophila nigricollis (Vieillot, 1823) – ziarnojadek czarnolicy
- Sporophila caerulescens (Vieillot, 1823) – ziarnojadek dwuobrożny
- Sporophila schistacea (Lawrence, 1862) – ziarnojadek popielaty
- Sporophila falcirostris (Temminck, 1820) – ziarnojadek sierpodzioby
- Sporophila frontalis (J. Verreaux, 1869) – ziarnojadek duży
- Sporophila plumbea (zu Wied, 1830) – ziarnojadek siwy
- Sporophila beltoni Repenning & Fontana, 2013 – ziarnojadek araukariowy
- Sporophila collaris (Boddaert, 1783) – ziarnojadek maskowy
- Sporophila albogularis (von Spix, 1825) – ziarnojadek białogardły

Gatunki S. funerea, S. angolensis, S. nuttingi, S. maximiliani, S. crassirostris i S. atrirostris zaliczane były wcześniej do rodzaju Oryzoborus.